# Los Amates, Chilapa de Álvarez
Los Amates är en ort i Mexiko.   Den ligger i kommunen Chilapa de Álvarez och delstaten Guerrero, i den södra delen av landet, 210 km söder om huvudstaden Mexico City. Los Amates ligger 1 569 meter över havet och antalet invånare är 682.
Terrängen runt Los Amates är kuperad. Runt Los Amates är det ganska glesbefolkat, med 39 invånare per kvadratkilometer. Närmaste större samhälle är Chilapa de Alvarez, 5,6 km norr om Los Amates. Omgivningarna runt Los Amates är en mosaik av jordbruksmark och naturlig växtlighet.